# Yanou
Yanou (Yann Peifer) es un productor de música trance. Es famoso por colaborar en la canción 'Heaven' con la vocalista Do (Dominique Rijpma van Hulst) y por ser miembro de la banda Cascada con DJ Manian y Natalie Horler.

## Discografía
- 2001 Heaven - DJ Sammy and Yanou ft. Do (UK #1, US #8)
- 2002 Heaven (Candlelight Mix)" - DJ Sammy and Yanou ft. Do
- 2003 On & On - Yanou ft. Do
- 2005 Everytime We Touch (Yanou's Candlelight Mix)" - Cascada
- 2006 King of My Castle - Yanou ft. Liz
- 2007 Sun Is Shining - Yanou
- 2007 What Hurts the Most (Yanou's Candlelight Mix)" - Cascada
- 2008 A Girl Like You - Yanou ft. Mark Daviz
- 2008 Children Of The Sun - Yanou
- 2009 Brighter Day - Yanou ft. Anita Davis
- 2009 Draw The Line (Yanou's Candlelight Mix) - Cascada

También ha hecho sus propios remixes.